# НХЛ у сезоні 2025—2026
НХЛ у сезоні 2025—2026 — 109-й регулярний чемпіонат НХЛ (108-й ігровий). Регулярний сезон розпочнеться 7 жовтня 2025 року.
У лютому відбудеться перерва в регулярному сезону через участь гравців НХЛ у зимових Олімпійських іграх 2026 року в Італії.
Хокейний клуб Юти провів попередній сезон під тимчасовою назвою, його було перейменовано на «Юта Маммот» у літнє міжсезоння.

## Драфт НХЛ
63-й драфт НХЛ, який відбувся в концертній залі «Peacock Theater» (Лос-Анджелес, Каліфорнія, США). У 7 раундах обрано 224 хокеїсти. Першим номером драфту став канадець Метью Шефер, якого обрав клуб «Нью-Йорк Айлендерс».

## Таблиці

### Східна конференція
| # | Атлантичний дивізіон | І | В | П | ПО | ШЗ | ШП | О |
| - | -------------------- | - | - | - | -- | -- | -- | - |

| # | Столичний дивізіон | І | В | П | ПО | ШЗ | ШП | О |
| - | ------------------ | - | - | - | -- | -- | -- | - |

### Західна конференція
| # | Центральний дивізіон | І | В | П | ПО | ШЗ | ШП | О |
| - | -------------------- | - | - | - | -- | -- | -- | - |

| # | Тихоокеанський дивізіон | І | В | П | ПО | ШЗ | ШП | О |
| - | ----------------------- | - | - | - | -- | -- | -- | - |